# 셸리 헤니그
셸리 헤니그(Shelley Hennig, 1987년 1월 2일 ~ )는 미국의 배우로, 2004년에 열린 미스 틴 USA의 우승자이다.

## 출연 작품

### 영화
- 위자
- 언프렌디드: 친구삭제
- 로만 J 이스라엘, 에스콰이어
- 틴 울프: 더 무비 - 말리아 테이트 역

### 텔레비전
- 우리 생애 나날들
- 시크릿 서클
- 저스티파이드
- 틴 울프 - 말리아 테이트 역
- 블루 블러드
- 그 여자의 집 건너편 창가에 웬 소녀가 있다

## 수상
- 데이타임 에미상
- 틴 초이스 어워드